# Wiekowice
Wiekowice (deutsch (Neu-) Wieck) ist ein Dorf in der Landgemeinde (gmina wiejska) Darłowo (Rügenwalde) im Powiat Sławieński (Landkreis Schlawe) der polnischen Woiwodschaft Westpommern.

## Geographische Lage
Das Bauerndorf liegt in Hinterpommern  im Urstromtal der Grabow (Grabowa), von dem die Landschaft bestimmt wird, etwa 14 Kilometer südlich der Ostseestadt Darłowo und 23 Kilometer südwestlich von Sławno.
Der Ort wird von einer Nebenstraße, die die Landesstraße 6 (Europastraße 28) Stettin–Danzig mit der Woiwodschaftsstraße 203 Koszalin (Köslin)–Darłowo (Rügenwalde)–Ustka (Stolpmünde) verbindet, durchschnitten. Die Bahnstrecke Stargard–Danzig durchzieht im Süden den Ort, und die Bahnstation ist Wiekowo (Alt Wieck), ein Ortsteil von Wiekowice. Die höchste Erhebung des Ortes liegt 25 Meter über dem Meeresspiegel.
Nachbargemeinden von Wiekowice sind: im Westen Wierciszewo (Wandhagen), im Nordwesten Bielkowo (Beelkow), im Norden Dobiesław (Abtshagen), im Osten Przsytawy (Pirbstow), im Südosten Grabowo (Martinshagen) sowie  Grabówko (Neu Martinshagen) und im Süden Dąbrowa (Damerow).

## Ortsname

Bahnstation Alt Wieck (A. Wieck) südlich der Ostseestadt Rügenwalde und südwestlich der Stadt Schlawe auf einer Landkarte von 1910.

Der Ortsname kommt früher auch als Wieck, Wyk, Wich, Wych, Die Wiecke vor. Der gesamte flache Höhenzug, auf dem Wiekowice mit Wiekowo und Dobiesław liegt, hieß früher „auf der Wieck“. Der Name dürfte sich vom lateinischen „Vicus“ herleiten, was „Dorf“ heißt. Der Volksmund erklärt den Namen von „affwäke“ = „abweichen“ und beschreibt die Blickrichtung des Ortes vom Kloster Buckow her, zu dem der Ort einst gehörte.

## Geschichte
Das Dorf Wieck entstand im 14. Jahrhundert als Hagenhufendorf. Bereits 1258 kam das Gelände, auf dem später das Dorf entstand, an das Kloster Buckow. Nach der Reformation 1535 in Pommern fiel Wieck an das herzogliche Amt Rügenwalde.
Um 1780 gab es in Wieck: 1 Schulzen, 20 Bauern, 2 Landkossäten, 3 Straßenkossäten, 1 Büdner, 1 Hirtenkaten und insgesamt 35 Feuerstellen. Das Dorf war zu eines der größten in der Region.
Bis 1945 gehörte die Gemeinde Wieck mit den Orten Abtshagen (heute polnisch: Dobiesław), Beelkow (Bielkowo), Eventin (Iwięcino) und Wandhagen (Wierciszewo) zum Amtsbezirk Eventin im Landkreis Schlawe i. Pom. im Regierungsbezirk Köslin. Letzter deutscher Gemeindebürgermeister war Reinhold Rubow. Standesamtlich war Wieck mit Abtshagen zum Standesamt Abtshagen verbunden. Noch vorhandene Standesamtsregister aus der Zeit vor 1945 liegen heute im Standesamt Darłowo (Rügenwalde).
Gegen Ende des Zweiten Weltkriegs  wurde am 5. März 1945 der Wohnort Alt Wieck von der Roten Armee besetzt. Wieck wurde als Wiekowice Teil Polens. 
Der Ort ist heute ein Teil der Gmina Darłowo im Powiat Sławieński der Woiwodschaft Westpommern (bis 1998: Woiwodschaft Köslin).

## Kirche
Das Dorf (Neu-)Wieck gehörte bis 1945 mit Alt Wieck (Wiekowo) zum Kirchspiel Abtshagen (Dobiesław). Die allermeisten Einwohner gehörten zur evangelischen Kirche, deren Gotteshaus die Dorfkirche Abtshagen war. Das Kirchspiel lag im Kirchenkreis Rügenwalde in der Kirchenprovinz Pommern der Kirche der Altpreußischen Union. Letzter deutscher Geistlicher war Pfarrer Friedrich Jahn.
Heute gehört die Einwohnerschaft von Wiekowice überwiegend zur polnischen katholischen Kirche. Die evangelischen Kirchenglieder werden vom Pfarramt Koszalin (Köslin)in der Diözese Pommern-Großpolen der polnischen Evangelisch-Augsburgischen (d. h. lutherischen) Kirche betreut.

## Schule
Es gab bis 1945 in Wieck zwei Schulen. Beide Gebäude (um 1895 erbaut) waren zweiklassig und mit Lehrerwohnungen versehen. Die Schule I nahm die Kinder aus Alt Wieck (Wiekowo) auf. Der letzte deutsche Schulhalter war Lehrer Gramzow. In der Schule II wurden die Kinder aus Wieck unterrichtet, zuletzt von Lehrer Dorow.